# Вілл Г'юз
Вілл Г'юз (англ. Will Hughes, нар. 17 квітня 1995, Вейбридж) — англійський футболіст, півзахисник клубу «Крістал Пелес». Виступав також за клуби «Дербі Каунті» та «Вотфорд». Володар Кубка Англії.

## Клубна кар'єра
Вілл Г'юз народився 1995 року в місті Вейбридж. Розпочав займатися футболом у юнацькій команді клубу «Мікловер Джубілі», пізніше перейшов до юнацької команди клубу «Дербі Каунті». У 2011 році Г'юз розпочав грати за першу команду клубу «Дербі Каунті», в якій виступав до 2017 року.
У 2017 році футболіст перейшов до складу клубу «Вотфорд», у якому грав до 2021 року. З 2021 року Вілл Г'юз грає у складі клубу «Крістал Пелес». У складі лондонського клубу футболіст у сезоні 2024—2025 років став володарем Кубка Англії.

## Виступи за збірні
У 2012 році Вілл Г'юз дебютував у складі юнацької збірної Англії, загалом на юнацькому рівні взяв участь у 6 іграх, відзначившись одним забитим голом.
Протягом 2012—2017 років Г'юз грав у складі молодіжної збірної Англії. На молодіжному рівні зіграв у 23 офіційних матчах, забив 2 голи.

## Титули і досягнення
- Володар Кубка Англії з футболу (1):

«Крістал Пелес»: 2024–2025
- Володар Суперкубка Англії (1):

«Крістал Пелес»: 2025